# قسم أمجز الريفي (مقاطعة عنبر أباد)
قسم أمجز الريفي (بالفارسية: دهستان امجز) هو قسم ريفي يقع في إيران في الناحية المركزية لمقاطعة عنبر أباد. يقدر عدد سكانها بـ 3,970 نسمة .